# Nazionale femminile under 19 di calcio dell'Austria
La Nazionale Under-20 di calcio femminile dell'Austria è la rappresentativa calcistica femminile internazionale dell'Austria formata da giocatrici al di sotto dei 19 anni, gestita dalla Federazione calcistica dell'Austria (Österreichischer Fußball-Bund - ÖFB).
Come membro dell'Union of European Football Associations (UEFA) partecipa a vari tornei di calcio giovanili internazionali riservati alla categoria, come al Campionato europeo UEFA Under-19 e ai tornei a invito come il Torneo di La Manga.
Nella sua storia sportiva è riuscita a qualificarsi per la fase finale di un Europeo solo in due occasioni, nell'2016 e 2023 venendo eliminata alla fase a gironi del torneo.

## Partecipazioni ai tornei internazionali

### Piazzamenti agli Europei Under-18
- 1998: Non qualificata
- 1999: Non qualificata
- 2000: Non qualificata
- 2001: Non qualificata

### Piazzamenti agli Europei Under-19
- 2002: Non qualificata
- 2003: Non qualificata
- 2004: Non qualificata
- 2005: Non qualificata
- 2006: Non qualificata
- 2007: Non qualificata
- 2008: Non qualificata
- 2009: Non qualificata
- 2010: Non qualificata
- 2011: Non qualificata
- 2012: Non qualificata
- 2013: Non qualificata
- 2014: Non qualificata
- 2015: Non qualificata
- 2016: Fase a gironi
- 2017: Non qualificata
- 2018: Non qualificata
- 2019: Non qualificata
- 2020 - 2021: Tornei annullati a causa della Pandemia di COVID-19
- 2022: Non qualificata
- 2023: Fase a gironi